# Pont-l'Abbé-d'Arnoult
Pont-l'Abbé-d'Arnoult är en kommun i departementet Charente-Maritime i regionen Nouvelle-Aquitaine i västra Frankrike. Kommunen ligger  i kantonen Saint-Porchaire som ligger i arrondissementet Saintes. År 2022 hade Pont-l'Abbé-d'Arnoult 1 793 invånare.

## Befolkningsutveckling
Antalet invånare i kommunen Pont-l'Abbé-d'Arnoult
Referens:INSEE

## Galleri

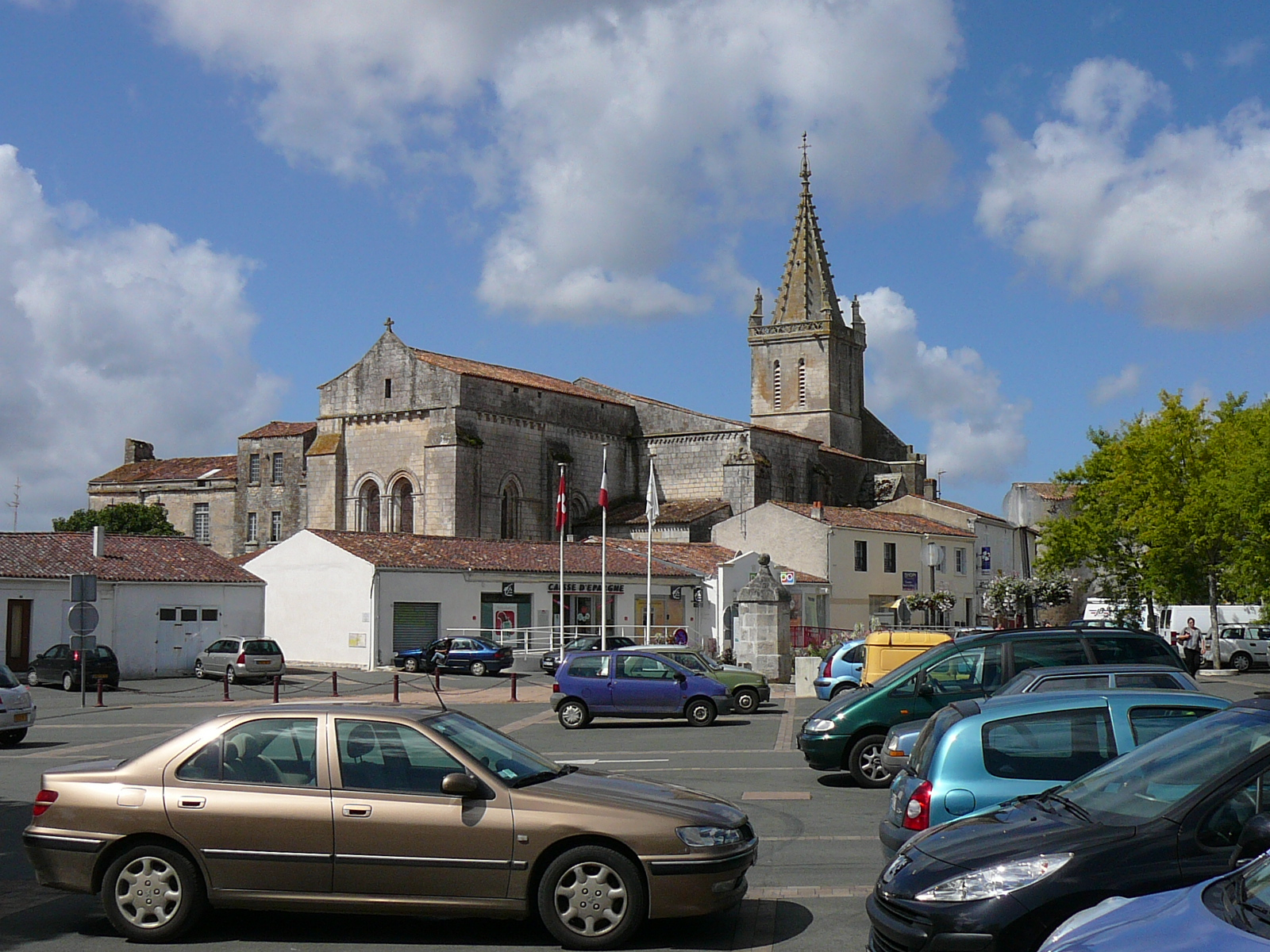